# Stazione di Stresa
La stazione di Stresa è posta sulla linea ferrovia Domodossola-Milano, a servizio dell'omonima città.

## Storia
Originariamente denominata "Stresa", assunse successivamente la denominazione di "Stresa Borromeo"; nel 1947 venne ripristinata la denominazione d'origine.

## Strutture e impianti
Il piazzale della stazione, gestita da RFI, è composto da quattro binari:
- il primo binario è impiegato dai treni diretti a sud; nella banchina è presente una pensilina adiacente al fabbricato viaggiatori.
- il secondo binario è utilizzato dai treni verso nord, ed è presente una pensilina che ricopre circa metà della banchina.
- il terzo binario è utilizzato per soste e precedenze
- il quarto binario, tronco, lungo circa 200 metri e privo di elettrificazione, viene utilizzato come ricovero per mezzi di servizio.

Nella parte nord della stazione era presente uno scalo merci, parzialmente convertito in parcheggio.

## Movimento
È fermata di tutti i treni (R) regionali di Trenitalia che servono la direttrice Domodossola-Milano, dai treni (RE4) RegioExpress di Trenord e da alcuni collegamenti internazionali.

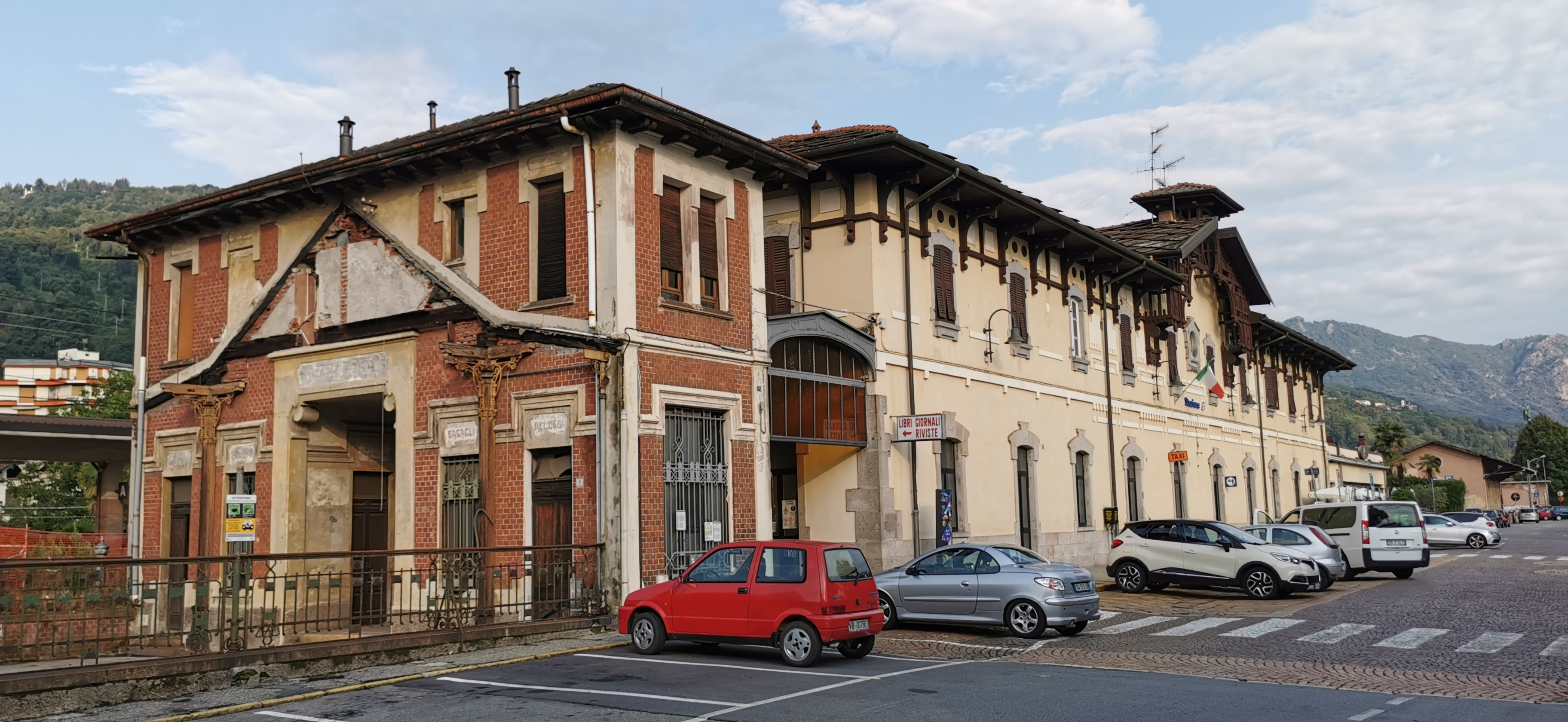

## Servizi
La stazione dispone di:
- Biglietteria a sportello
- Biglietteria automatica
- Sala d'attesa
- Servizi igienici
- Bar

## Interscambi
La stazione consente i seguenti interscambi:
- Fermata autobus
- Stazione taxi

Adiacente al lato sud del fabbricato viaggiatori era presente la stazione della ferrovia a scartamento ridotto Stresa-Mottarone, che operò fra il 1911 e il 1963; tale edificio fu abbattuto nel 2009.